# 天鵝山
天鵝山（Swan Hill）是位於澳大利亞維多利亞州墨累河南岸的一個城市。據2011年人口普查，天鵝山有人口9,894人。天鵝山在1965年正式設市。